# Station Vestby
Station Vestby is een spoorwegstation in Vestby in fylke Viken in Noorwegen. Het station, uit 1879, ligt aan de westelijke tak van Østfoldbanen.  Het is een ontwerp van Peter Andreas Blix. Bij de spoorverdubbeling van de westelijke tak in 1996 is het station gemoderniseerd.
Vestby wordt bediend door de stoptreinen van lijn L21 die pendelen tussen Skøyen en Moss.